# Progressiva partiet (USA, 1948)
För andra partier med samma namn, se Progressiva partiet
Progressiva partiet (engelska: Progressive Party) var ett politiskt parti i USA som ställde upp i 1948 års presidentval med ex-vicepresidenten Henry A. Wallace från Iowa som presidentkandidat och senator Glen H. Taylor från Idaho som kandiderande till vicepresidentposten. Partiet stöddes av Communist Party USA då den ideologiska hetsjakten, den "röda faran", hade gjort dem marginaliserade, något som snarare stjälpte än hjälpte partiet i dess valkampanj. Partiet upplöstes 1955.
Partiet hade samma namn som två tidigare partier i USA, men hade inget samband med dessa.